# Femme aux chrysanthèmes
Femme aux chrysanthèmes (ou Femme assise à côté d'un vase de fleurs) est un tableau du peintre français Edgar Degas, réalisé en 1865 en  peinture à l'huile sur toile  et conservé au Metropolitan Museum of Art de New York.

## Description et analyse
Pour la réalisation de la Femme aux chrysanthèmes il est utile de citer le commentaire du philosophe autrichien Karl Popper, très impressionné par le choix de Degas de placer le bouquet de fleurs au centre de la composition, exilant ainsi le sujet principal aux marges du tableau : « Femme aux chrysanthèmes est le résultat d'une technique de composition décentralisée, proche de celles de certains photographes ». 
Comme l'a observé Popper, en fait, dans la Femme aux chrysanthèmes, Degas échappe à cette rhétorique particulière de la manière académique et met à jour la scène avec un système de composition audacieux. En effet, un vase de chrysanthèmes domine le centre du tableau. Le sujet principal du tableau, la baronne Valpinçon (épouse du célèbre collectionneur français), se voit au contraire reléguée dans une position excentrée, à la périphérie du tableau : c'est un choix de composition qui désoriente fortement l'observateur, habitué à contempler des peintures mettant en valeur la centralité de la figure humaine. La marginalité du portrait est accentuée par son geste, qui lui couvre partiellement le visage, et par sa distraction : la femme a en effet l'air rêveuse et fermée dans ses pensées, et tourne le regard à droite, comme si elle voulait élargir l'espace pictural dans cette direction (« il semble presque » observe la critique d'art Alessandra Borgogelli « qu'elle veuille retrouver la centralité que l'auteur lui a attachée, en la confinant courageusement sur les côtés, [...] en arrière-plan »). Pour un autre critique, Bernd Growe, « tout est quotidien, un moment de tranquillité décontracté pris entre deux actions ».
Une pièce d'une préciosité picturale particulière est précisément le vase multicolore de chrysanthèmes, qui se dilate sensuellement sur la surface picturale, « éclatant en une myriade de pétales impalpables » (Borgogelli). Degas étudie cette nature morte de manière extrêmement analytique, analysant et représentant complètement chaque détail dans une fantasmagorie de retouche jusqu'à la limite des possibilités techniques. Malgré la lourdeur du procédé, le peintre aime décrire les chrysanthèmes dans les moindres détails.